# فرانك هاربر
فرانك هاربر (بالإنجليزية: Frank Harper)‏ (و. 1962 – م) هو ممثل، من المملكة المتحدة.

## وصلات خارجية
- فرانك هاربر على موقع IMDb (الإنجليزية)
- فرانك هاربر على موقع ألو سيني (الفرنسية)
- فرانك هاربر على موقع ميوزك برينز (الإنجليزية)
- فرانك هاربر على موقع أول موفي (الإنجليزية)
- فرانك هاربر على موقع ديسكوغز (الإنجليزية)
- فرانك هاربر على موقع قاعدة بيانات الفيلم (الإنجليزية)